# سباستین باسانگ
سباستین باسانگ (انگلیسی: Sébastien Bassong؛ زادهٔ ۹ ژوئیهٔ ۱۹۸۶) یک بازیکن فوتبال سابق اهل فرانسه است که به عنوان مدافع بازی می‌کرد.
وی همچنین در تیم ملی فوتبال کامرون بازی کرده‌است.

## افتخارات
متس
- لیگ ۲: ۰۷–۲۰۰۶

نوریچ سیتی
- قهرمانی مسابقات پلی-اف: ۲۰۱۵[۳]

فردی
- بهترین بازیکن سال نیوکاسل یونایتد: ۲۰۰۹[۴]
- بهترین بازیکن سال نوریچ سیتی: ۲۰۱۳[۵]